# Looking In
| Recensione              | Giudizio        |
| ----------------------- | --------------- |
| AllMusic                | [ 1 ]           |
| Sputnikmusic            | 3.9 (Excellent) |
| Dizionario del Pop-Rock | [ 3 ]           |
| 24.000 dischi           | [ 4 ]           |

Looking In è il sesto album discografico del gruppo musicale di rock blues britannico Savoy Brown, pubblicato dalla casa discografica Decca Records nell'ottobre del 1970.

## Tracce
Lato A
1. Gypsy – 0:57 (Kim Simmonds)
2. Poor Girl – 4:04 (Tone Stevens)
3. Money Can't Save Your Soul – 5:34 (Kim Simmonds, Lonesome Dave Peverett)
4. Sunday Night – 5:23 (Kim Simmonds)
5. Looking In – 5:17 (Kim Simmonds, Lonesome Dave Peverett)

Lato B
1. Take It Easy – 3:40 (Kim Simmonds, Lonesome Dave Peverett)
2. Sitting an' Thinking – 2:40 (Kim Simmonds)
3. Leavin' Again – 8:29 (Tone Stevens, Lonesome Dave Peverett)
4. Romanoff – 1:01 (Kim Simmonds)

## Formazione
- Kim Simmonds - chitarra, pianoforte
- Lonesome Dave Peverett - voce, chitarra
- Tone Stevens - basso
- Roger Earle - batteria

Musicista aggiunto
- Owen Finnegan - congas

Note aggiuntive
- Kim Simmonds - produttore
- Savoy Brown - arrangiamenti
- Registrazioni effettuate al Recorded Sound Studios di Londra (Inghilterra)
- Paul Tregurtha e Eric Holand - ingegneri delle registrazioni
- Jim Baikie e David Anstey - artwork album[7]